# 飯盛山 (長野県木曽郡)

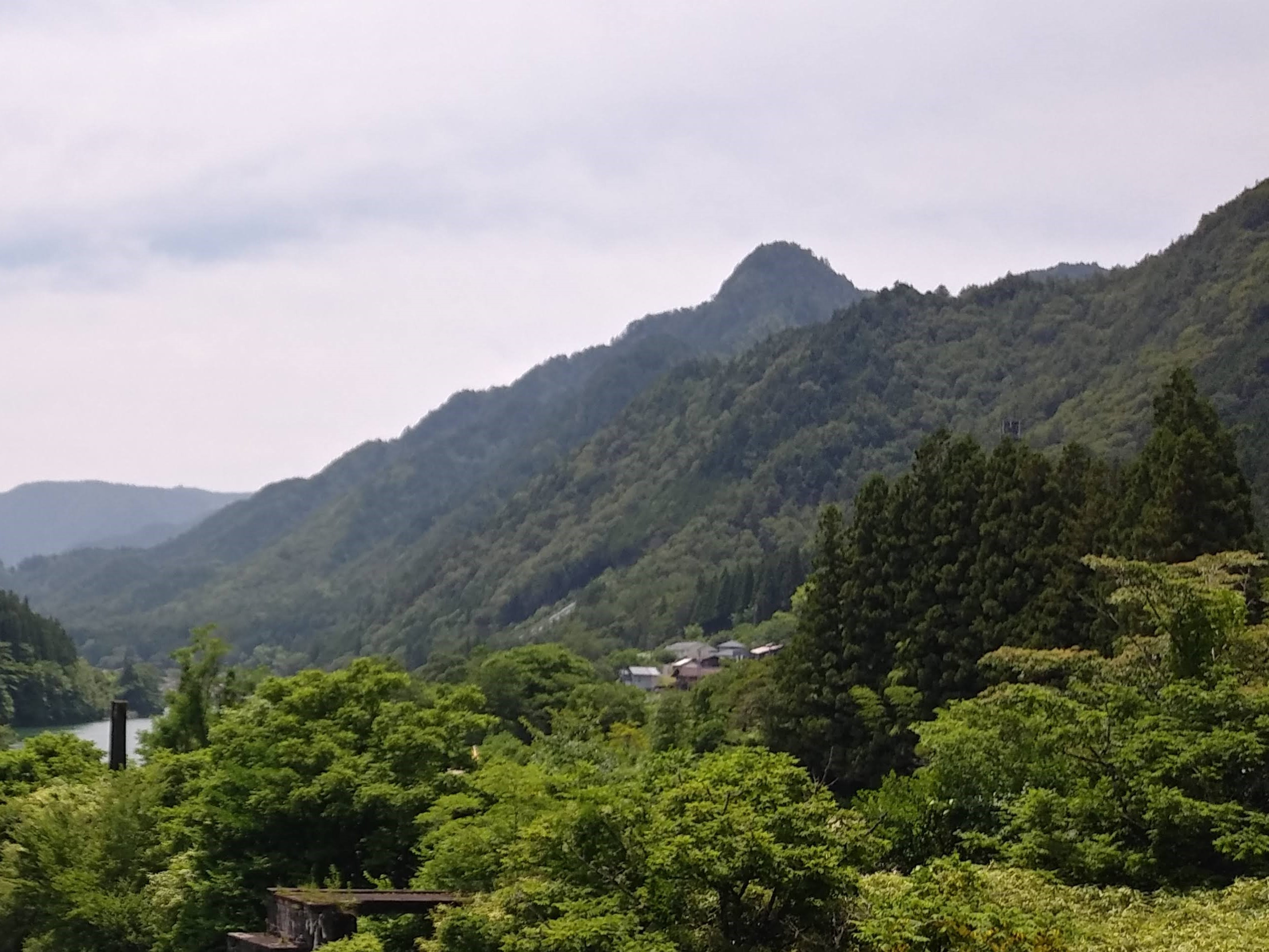
大桑村の飯盛山

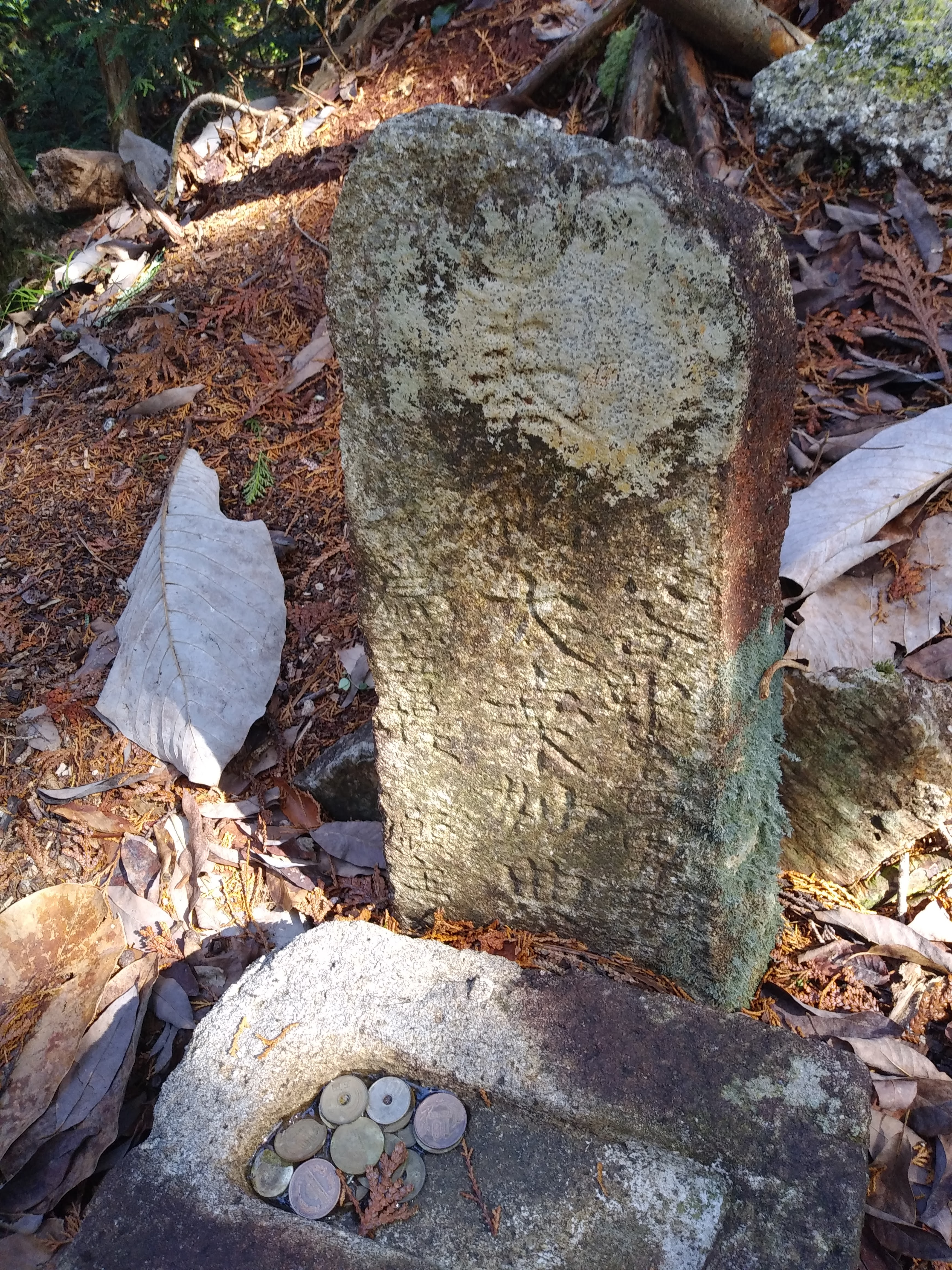
大桑村の飯盛山頂上にある大乗妙典碑

飯盛山は大桑村野尻阿寺地区にある標高1074mの山である。
地元では「いいもりやま」または「めしもりやま」と呼ばれている。

## 概要
飯盛山は長野県木曽郡大桑村阿寺地区の大桑村と南木曽町の境界上にあり、標高1074mの山である。特に北東方向から見る山の形が飯を盛ったように見える事から、「いいもりやま」または「めしもりやま」と呼ばれている。

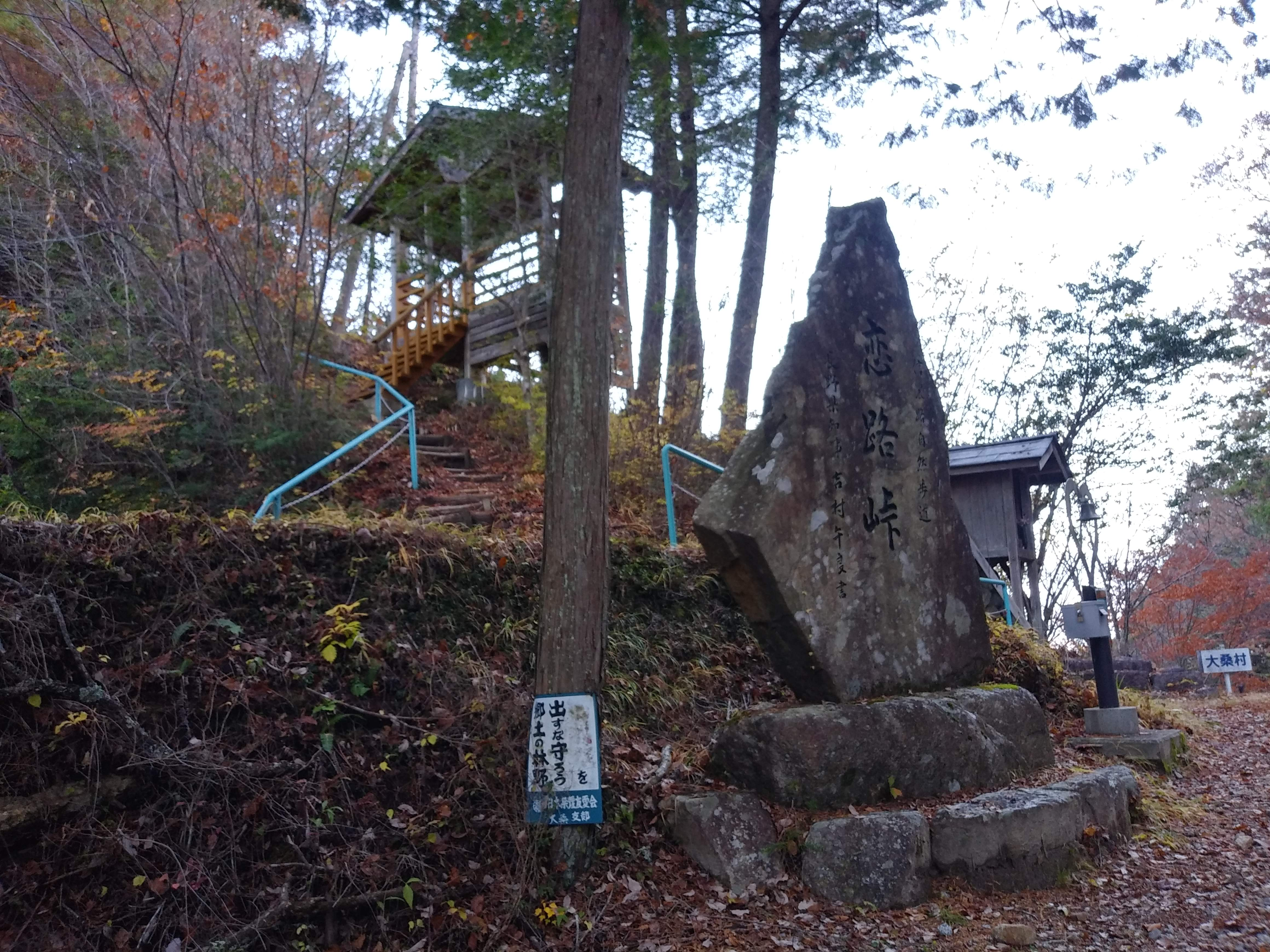
飯盛山登山口

## 史跡等
大乗妙典碑
飯盛山の頂上には今も大乗妙典碑がある。この大乗妙典碑については「郷土の歩み」野尻小学校開校百年記念出版、松下實榮編纂に以下の記載がある。
宝暦八年（1704年）、竜泉庵の僧是心が、飯盛山の頂上に立って谷中の無事息災を祈り、大乗妙典碑を建てた。後世此の地に於いて、雨乞い祭りを幾度か行った。

## アクセス
大桑村あてら荘と南木曽町柿其渓谷の間に恋路峠がある。その恋路峠の展望台の山側斜面に飯盛山へ登る登山口がある。
- JR野尻駅からあてら荘を経て恋路峠に上る[3]。
- JR十二兼駅から柿其渓谷を経て恋路峠に上る[4]。